# Microcebus griseorufus
Microcebus griseorufus is een zoogdier uit de familie van de dwergmaki's (Cheirogaleidae). De wetenschappelijke naam van de soort werd voor het eerst geldig gepubliceerd door Max Kollman in 1910.

## Voorkomen
De soort is endemisch in het doornig struikgewas van Madagaskar, de zuidelijkste ecoregio van Madagaskar.